# Rt Elizabeth (Sahalin)
Rt Elizabeta (rus. Мыс Елизаветы, japanski: 鵞小門岬 "Gaoto-misaki") je rt na poluotoku Schmidt. To je najsjevernija točka Sahalina.
Rt Elizabeth nazvao je Adam Johann von Krusenstern (aka Ivan Kruzenstern) 1805. godine po carici Elizaveti, ženi Aleksandra I. od Rusije.
Rt je teritorij pod upravom Ohinskog rajona i čak se smatrao najsjevernijom točkom Japana do Ugovora iz Sankt Peterburga 1875. kada je zamijenjen najsjevernijom točkom otoka Atlasov (poznatog na japanskom kao Araido  a u Ainu kao Oyakoba).

## Povijest
Između 1848. i 1874. američki kitolovci uhvatili su grenlandske kitove s rta.  Išli su i na kopno po drva. 

## Vanjske poveznice
- (rus.) Svjetionici Sahalina (Maâki Sahalina)  Arhivirana inačica izvorne stranice od 21. ožujka 2018. (Wayback Machine)
- (rus.) Sakhalin Lighthouses (Маяки Сахалина)  Arhivirana inačica izvorne stranice od 21. ožujka 2018. (Wayback Machine)